# Зоотехния
Зоотехния (от др.-греч. ζῷον — животное, живое существо и τέχνη — искусство, мастерство) — наука о разведении, кормлении, содержании и правильном использовании сельскохозяйственных животных для получения от них возможно большего количества высококачественной продукции при наименьших затратах труда и средств.
Зоотехния — научная основа животноводства, которая стала оформляться с конца XVII века. Термин «зоотехния» был впервые предложен французским учёным Жоржем Бодеманом в 1848 году.
Зоотехник и зооинженер — специалисты в области зоотехнии, иначе говоря — высококвалифицированные животноводы. Вместе с тем слово «техник» указывает на квалификацию, полученную в среднем специальном учебном заведении (техникуме), а «инженер» — в вузе (институте, сельскохозяйственной академии). Зоотехник употребляется и для общей формы, подразумевая, что это работник в области зоотехнии.
Зоотехния подразделяется на общую и частную. Общая занимается проблемами животноводства в целом (кормления и кормов, разведения и генетики, технического обеспечения процессов производства, гигиены и рационального проектирования зданий и другими), частная зоотехния занимается вопросами технологии производства продукции, получаемой от конкретных видов животных (скотоводство, звероводство, рыбоводство, пчеловодство и другие).